# Tauhiti Keck
Tauhiti Ridge Keck (1 de agosto de 1994) es un futbolista tahitiano que juega como delantero en el Vénus.

## Carrera
Hizo su debut en 2010 jugando para el Temanava. En 2014 pasó al Tefana y en 2016 al Vénus.

### Clubes
| Club        | País               | Año             |
| ----------- | ------------------ | --------------- |
| AS Temanava | Polinesia Francesa | 2010 - 2014     |
| AS Tefana   | Polinesia Francesa | 2014 - 2016     |
| AS Vénus    | Polinesia Francesa | 2016 - Presente |

### Selección nacional
Hizo su debut representando a Tahití en un encuentro ante Nueva Caledonia en los Juegos del Pacífico 2011, donde contribuyó a conseguir la medalla de bronce. Posteriormente fue convocado para la Copa de las Naciones de la OFC 2016. Convirtió su primer gol internacional en una victoria de Tahití por 1-0 sobre las Islas Salomón en un partido válido por la clasificación para la Copa Mundial de 2018.